# Bernhard Görge
Bernhard Görge (* 18. Dezember 1890 in Allendorf, Kreis Marburg; † 29. Juni 1947 ebenda) war ein katholischer Geistlicher und Theologe.

## Leben
1914 wurde er in Fulda zum Priester geweiht. Er war von 1927 bis 1932 Gemeindepfarrer in Obernkirchen bei Bückeburg und anschließend in Bremen-Aumund. Am 15. Oktober 1935 wurde er Pfarrer in der Herz-Jesu-Kirche in Bremerhaven-Lehe (damals Wesermünde). Sein Wirken wurde von Anfang an durch die Nationalsozialisten erschwert. Er bekannte stets, dass Nationalsozialismus und Christentum nicht miteinander vereinbar seien. Das führte dazu, dass er unter Beobachtung stand. Er wurde von einer angeblichen Konvertitin denunziert und am 2. November 1944 von der Gestapo verhaftet. Pfarrer Görge kam für fünf Monate in Einzelhaft im KZ-Außenlager Fuhlsbüttel und anschließend ins Arbeitserziehungslager Kiel-Hassee. Am 21. Mai 1945 kehrte er völlig entkräftet in seine Kirchengemeinde Heiligstes Herz Jesu Lehe zurück, wo er sich den Aufgaben des Wiederaufbaus widmete. Zur Erholung fuhr er im Juni 1947 in seine Heimatstadt Allendorf. Dort verstarb er am 29. Juni 1947. Görge ist ein Opfer des Nationalsozialismus. Als Widerstandskämpfer ist er bisher nicht anerkannt. Am 21. September 2021 wurde für ihn vor der Herz-Jesu-Kirche in Bremerhaven-Lehe ein Stolperstein verlegt.